# Alopoglossus theodorusi
Espèce
Alopoglossus theodorusi est une espèce de sauriens de la famille des Gymnophthalmidae.

## Répartition
Cette espèce se rencontre en Guyane et dans l’État brésilien d'Amapá.

## Classification
L'espèce Alopoglossus theodorusi a été décrite en 2020 par Marco Antônio Ribeiro-Júnior (d), Shai Meiri (d) et Antoine Fouquet (d).

## Étymologie
Son épithète spécifique, theodorusi, lui a été donnée en l'honneur de l'herpétologiste néerlandais Theodorus Willem van Lidth de Jeude (d) (1853-1937), en reconnaissance de son importante contribution à la connaissance des reptiles et, en particulier, ceux du plateau des Guyanes et des Caraïbes.

## Publication originale
- (en) Marco A. Ribeiro-Júnior, Shai Meiri et Antoine Fouquet, « A New Species of Alopoglossus Boulenger (1885) (Squamata, Alopoglossidae) from the Lowlands of the Eastern Guiana Shield, with Assessment of the Taxonomic Status of A. copii surinamensis », Journal of Herpetology, vol. 54, no 4,‎ 15 décembre 2020 (ISSN 0022-1511 et 1937-2418, DOI 10.1670/20-032).